# Geomitra delphinuloides
Geomitra delphinuloides é uma espécie de gastrópode  da família Hygromiidae. É endémica da Ilha da Madeira. Foi descrita por R. T. Lowe (1860).